# Concejo Municipal de Cuenca
El Concejo Municipal de Cuenca es el depositario del poder legislativo del cantón Cuenca. (Ecuador). Es un órgano unicameral, compuesto por 15 concejales elegidos mediante sufragio.
Este organismo se compone de 15 concejales que representan las distintas áreas de la ciudad de Cuenca y sus correspondientes zonas rurales, según lo establecido en la Ley de Régimen Municipal. Cada concejal tiene un suplente que ejercerá funciones temporalmente en ausencia o cese de funciones del edil principal.
Al tomar posesión de sus cargos, inmediatamente se levanta una sesión del Concejo para elegir de entre sus integrantes al designado como vicealcalde de la ciudad, así también se organizan las diferentes comisiones municipales.
De acuerdo a lo establecido por ley, deben reunirse una vez a la semana, actualmente se reúnen en sesión ordinaria todos los jueves para manejar temas de interés de la ciudad.

## Conformación del concejo
Tras las elecciones de 2023 el Concejo Municipal quedó conformado de la siguiente manera:
| Dignidad                      | Dignidad                      | Nombre del titular (2023 - 2027)    | Nombre del titular (2023 - 2027)    | Partido                             | Partido                             | Bancada                             |
| ----------------------------- | ----------------------------- | ----------------------------------- | ----------------------------------- | ----------------------------------- | ----------------------------------- | ----------------------------------- |
| Alcalde                       | Alcalde                       |                                     | Cristian Zamora Matute              |                                     | ID                                  | Amor x Cuenca                       |
| Vicealcaldesa                 | Vicealcaldesa                 |                                     | Marisol Peñaloza Baculima           |                                     | DSÍ                                 | Amor x Cuenca                       |
| Secretario/Secretaria general | Secretario/Secretaria general | Vicente Raphael Astudillo Saquicela | Vicente Raphael Astudillo Saquicela | Vicente Raphael Astudillo Saquicela | Vicente Raphael Astudillo Saquicela | Vicente Raphael Astudillo Saquicela |

| Distrito           | Distrito                                  | Concejal Principal              | Partido | Bancada       | Concejal Alterno                  | Partido | Bancada       |
| ------------------ | ----------------------------------------- | ------------------------------- | ------- | ------------- | --------------------------------- | ------- | ------------- |
| Concejales Urbanos | Distrito Urbano Sur (Circunscripción 1)   | Mónica Pesántez Chalco          | RC      | Amor x Cuenca | Xavier Vidal Barrera              | RC      | Amor x Cuenca |
| Concejales Urbanos | Distrito Urbano Sur (Circunscripción 1)   | Román Carabajo Alvear           | RC      | Amor x Cuenca | Karina Montero                    | RC      | Amor x Cuenca |
| Concejales Urbanos | Distrito Urbano Sur (Circunscripción 1)   | Jimmy Flores Galán              | ID      | Amor x Cuenca | Catalina Reyes                    | ID      | Amor x Cuenca |
| Concejales Urbanos | Distrito Urbano Sur (Circunscripción 1)   | Gabriela Brito Andrade          | MNG     | MNG           | Wolfram Bolívar Palacio Baus      | MNG     | MNG           |
| Concejales Urbanos | Distrito Urbano Sur (Circunscripción 1)   | Federico Guzmán Paute           | MUPP    | Sin Bancada   | María Isabel Vásconez Gomezcoello | DSÍ     | Amor x Cuenca |
| Concejales Urbanos | Distrito Urbano Norte (Circunscripción 2) | Iván Teodoro Abril Mogrovejo    | RC      | Amor x Cuenca | María Paula Pesantez Ordóñez      | RC      | Amor x Cuenca |
| Concejales Urbanos | Distrito Urbano Norte (Circunscripción 2) | Gustavo Valencia Vintimilla     | ID      | Amor x Cuenca | Alexandra Aguirre                 | ID      | Amor x Cuenca |
| Concejales Urbanos | Distrito Urbano Norte (Circunscripción 2) | Diana González Arteaga          | MNG     | MNG           | Fredy Marcial Vasquez Arce        | MNG     | MNG           |
| Concejales Urbanos | Distrito Urbano Norte (Circunscripción 2) | Xavier Bermúdez López           | DSÍ     | Sin Bancada   | María Peñafiel                    |         | Sin Bancada   |
| Concejales Urbanos | Distrito Urbano Norte (Circunscripción 2) | Jenny Bermeo Mejía              | CREO    | Amor x Cuenca | Juan Vanegas Vintimilla           | CREO    | Amor x Cuenca |
| Concejales Rurales | Distrito Rural                            | Manuel Alvarado Iñamagua        | RC      | Amor x Cuenca | Nube Sotamba Angulo               | RC      | Amor x Cuenca |
| Concejales Rurales | Distrito Rural                            | Mercedes del Rocío Juca Salazar | ID      | Amor x Cuenca | Juan Diego Jara Romero            | ID      | Amor x Cuenca |
| Concejales Rurales | Distrito Rural                            | José Fajardo Sánchez            | MNG     | MNG           | Valentina Montenegro Monsalve     | MNG     | MNG           |
| Concejales Rurales | Distrito Rural                            | Marisol Peñaloza Baculima       | DSÍ     | Amor x Cuenca | Gustavo Barros Zari               | MUPP    | Amor x Cuenca |
| Concejales Rurales | Distrito Rural                            | Paúl Pañi Sasaguay              | RETO    | Amor x Cuenca | Katherine Soliz Farfán            | RETO    | Amor x Cuenca |

### Periodos Legislativos
- Anexo:Miembros del Concejo Cantonal de Cuenca 2014-2019
- Anexo:Miembros del Concejo Cantonal de Cuenca 2019-2023
- Anexo:Miembros del Concejo Cantonal de Cuenca 2023-2027